# Ettiswil
Ettiswil é uma comuna da Suíça, no Cantão Lucerna. Em 2017 possuía 2.691 habitantes. Estende-se por uma área de 12,5 km², de densidade populacional de 213,9 hab/km². Confina com as seguintes comunas: Alberswil, Grosswangen, Kottwil, Schötz, Willisau Land.
A língua oficial nesta comuna é o Alemão.